# جوفوکو-جی
جوفوکو-جی، کیکوکوزن کونگو جوفوکو زنجی (به ژاپنی: 亀谷山金剛寿福禅寺 Kikokuzan Kongō Jufuku Zenji)یک معبد متعلق به فرقه کنچو-جی شاخه ای از فرقه رینزای جدا شده از فرقه قدیمی ذن است. این معبد در کاماکورا، کاناگاوا در استان کاناگاوا در ژاپن واقع شده‌است.